# 科蒂夫 (沃倫州)
50°47′50″N 25°40′56″E / 50.79722°N 25.68222°E
科蒂夫（烏克蘭語：Котів），是烏克蘭的村落，位於該國西部沃倫州，由盧茨克區負責管轄，面積0.99平方公里，海拔高度205米，2001年人口449，人口密度每平方公里451.71人。